# Каплинцы

Каплинцы (укр. Каплинці) — село,
Каплинцевский сельский совет,
Пирятинский район,
Полтавская область,
Украина.
Код КОАТУУ — 5323883201. Население по переписи 2001 года составляло 479 человек.
Является административным центром Каплинцевского сельского совета, в который, кроме того, входит село
Усовка.

## Географическое положение
Село Каплинцы находится на левом берегу реки Удай,
выше по течению на расстоянии в 1,5 км расположено село Усовка,
ниже по течению на расстоянии в 3 км расположено село Харьковцы,
на противоположном берегу — сёла Кейбаловка и Замостище.
Река в этом месте извилистая, образует лиманы, старицы и заболоченные озёра.

## История
- Село указано на подробной карте Российской Империи и близлежащих заграничных владений 1816 года [2]
- Троицкая церковь села Каплинцы известна с 1752 года [3][4]

## Экономика
- ОАО «Каплинцевское».

## Объекты социальной сферы
- Школа І—ІІ ст.